# Härnösands rådhus

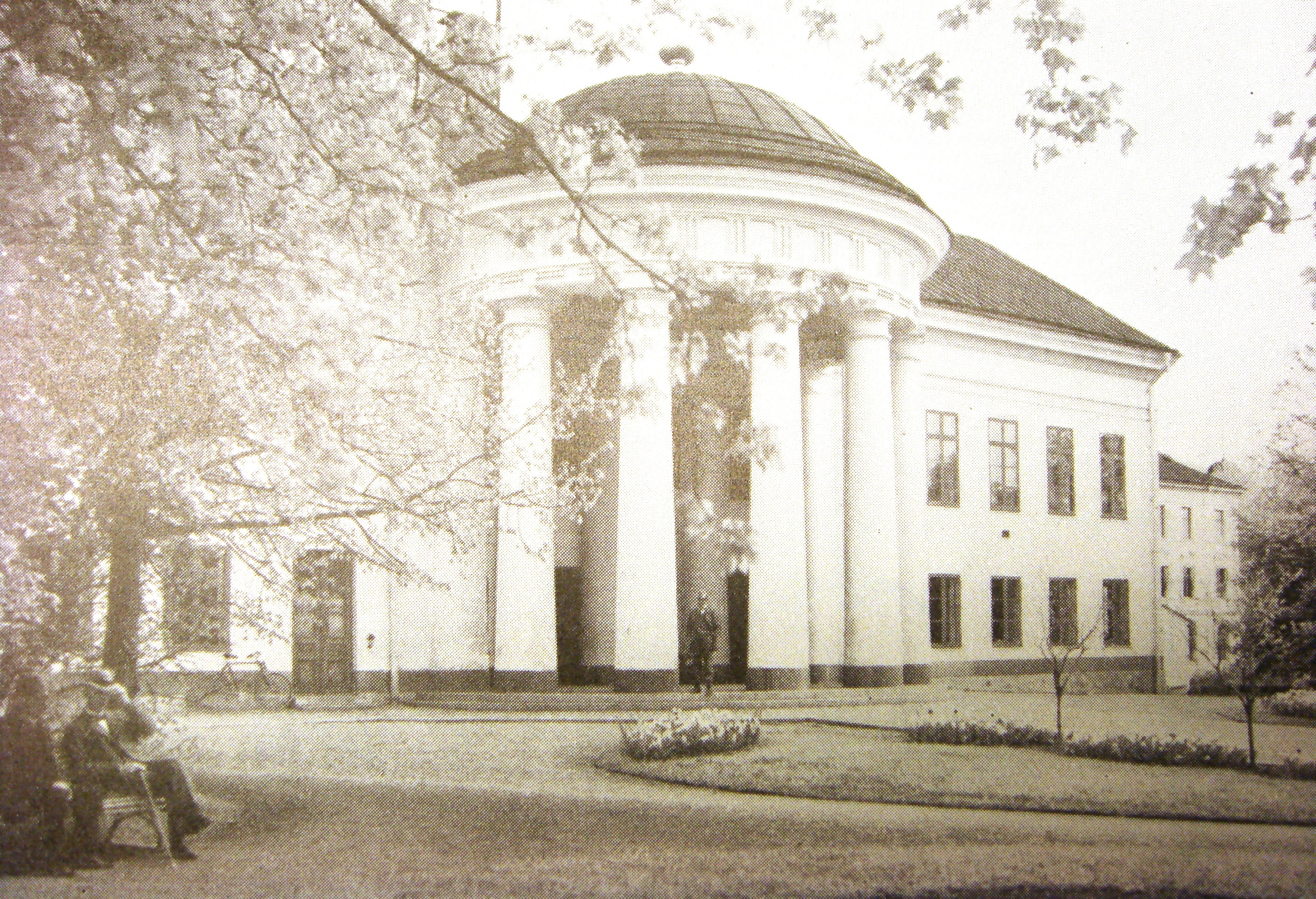
Äldre bild av Härnösands rådhus

Härnösands rådhus är en byggnad i centrala Härnösand, säte för Härnösands kommuns centrala förvaltning.
Byggnaden uppfördes åren i statlig regi 1790-91 efter ritningar av arkitekten Olof Tempelman som skolbyggnad för Härnösands gymnasium. Den övertogs av staden år 1882 och inrättades då som rådhus innefattande såväl den kommunala förvaltningen som rådhusrätten. Även en telegrafstation inrymdes i byggnaden fram till 1910.
Sedan tingsrättsreformen är rådhuset i sin helhet en kommunal förvaltningsbyggnad och är byggnadsminne sedan 1982. Byggnaden undergår för närvarande en renovering.
Byggnaden kom på andra plats i en tävling om "Sveriges vackraste kommunhus" som år 2008 genomfördes av Kommunaltjänstemannaförbundets medlemstidskrift SKTF-tidningen.

## Bilder

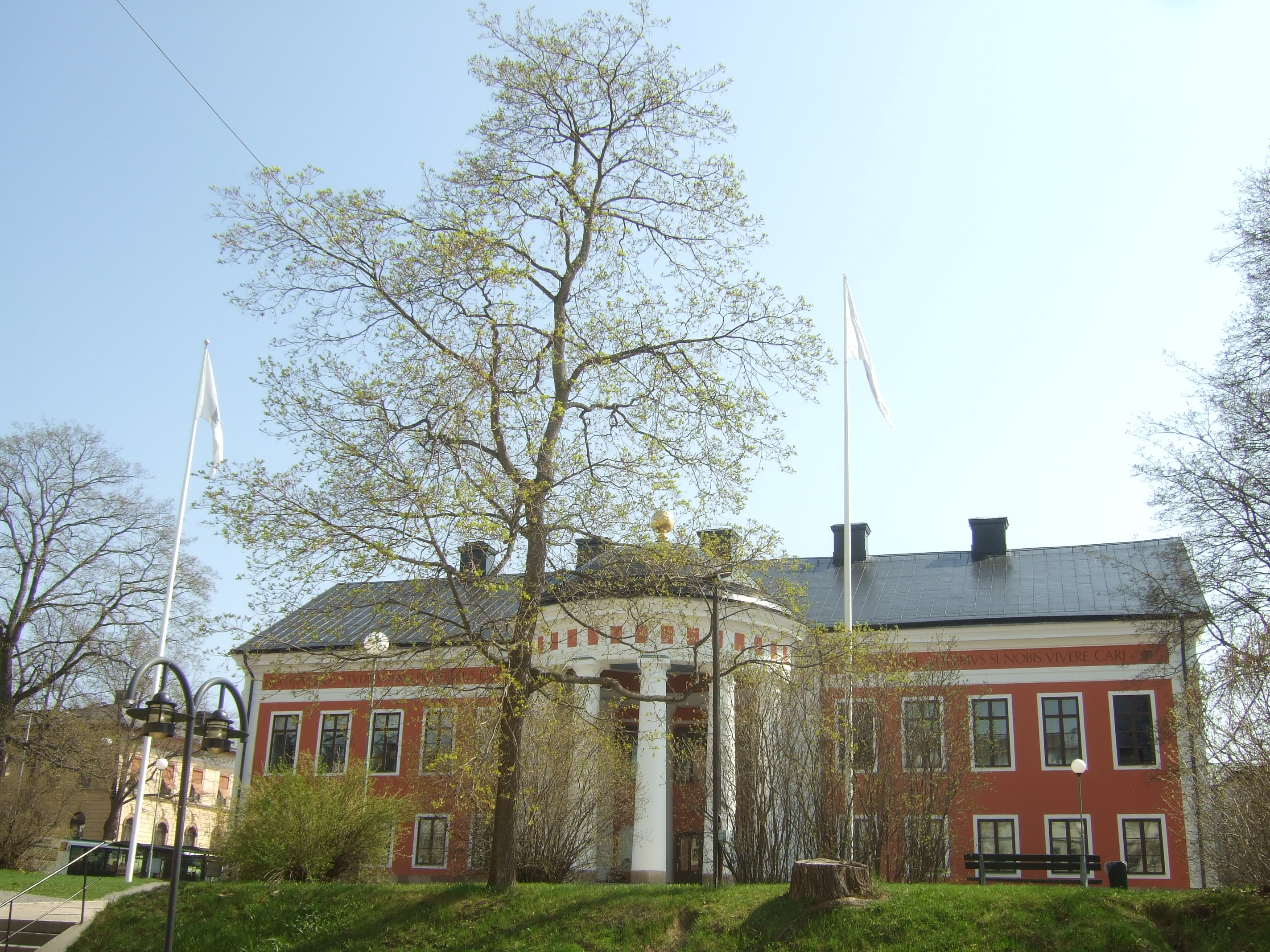
Fasaden mot Storgatan
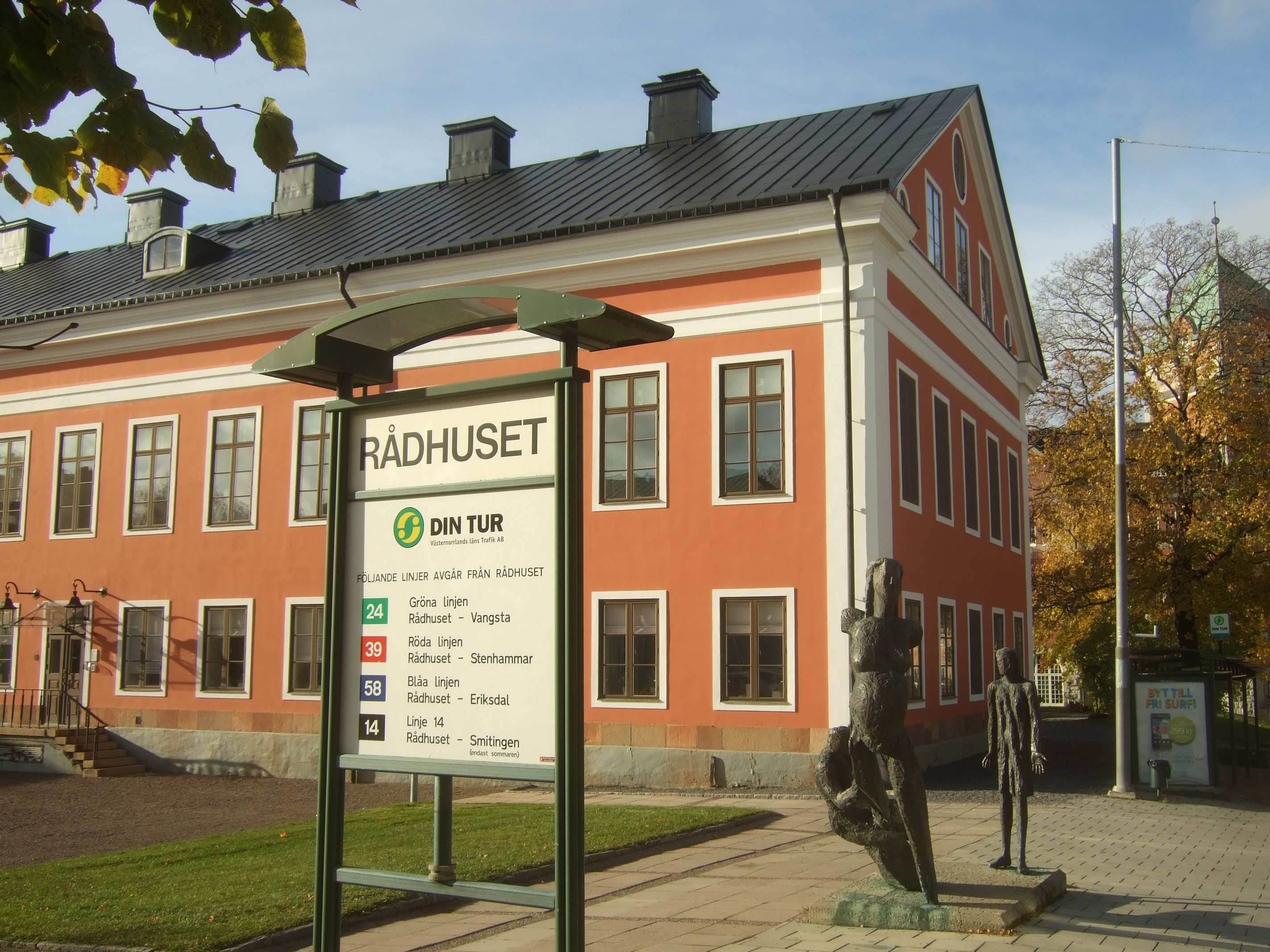
Busshållplats och skulptur vid Nybrogatan
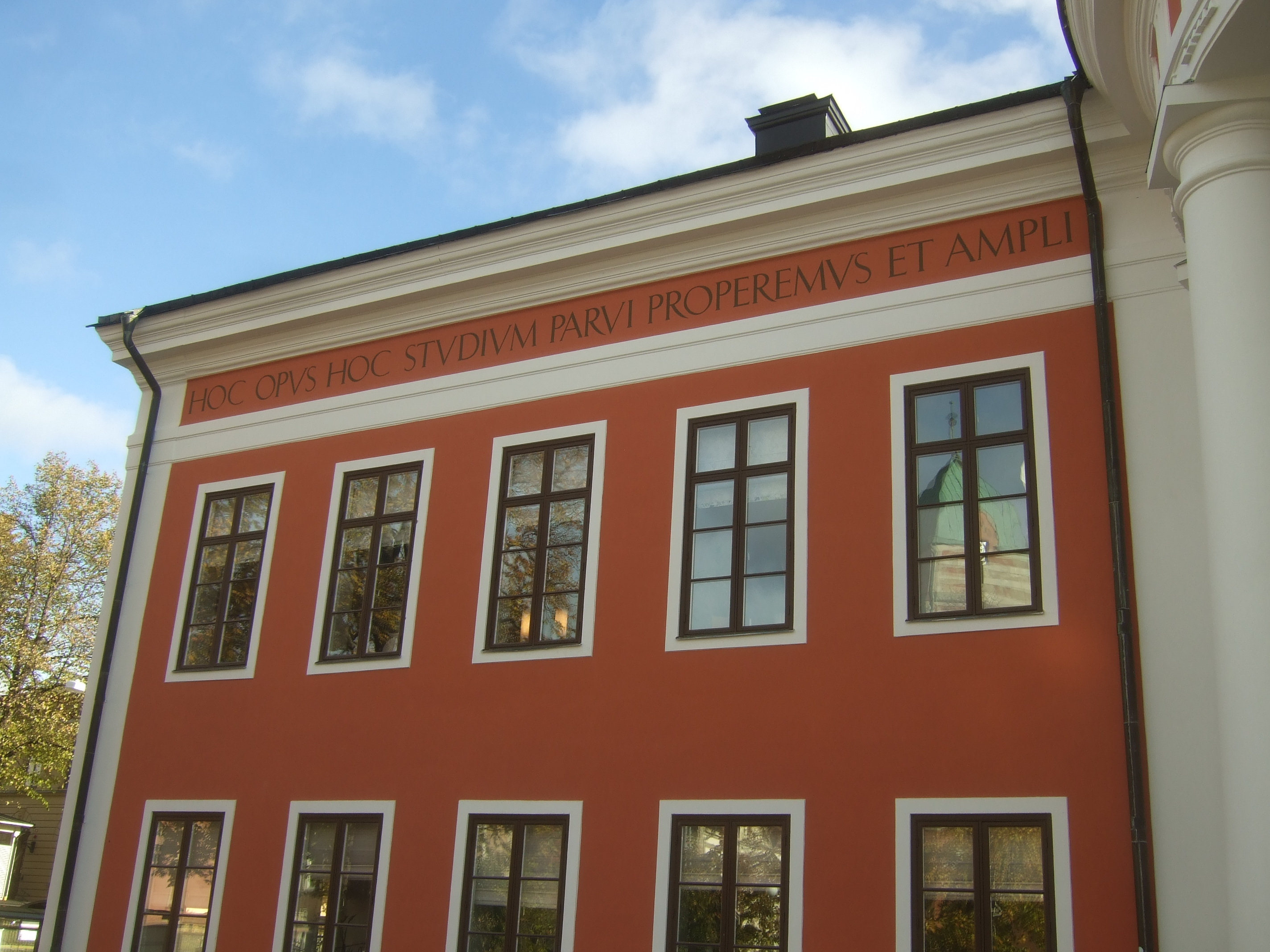
Fasad med latinsk text
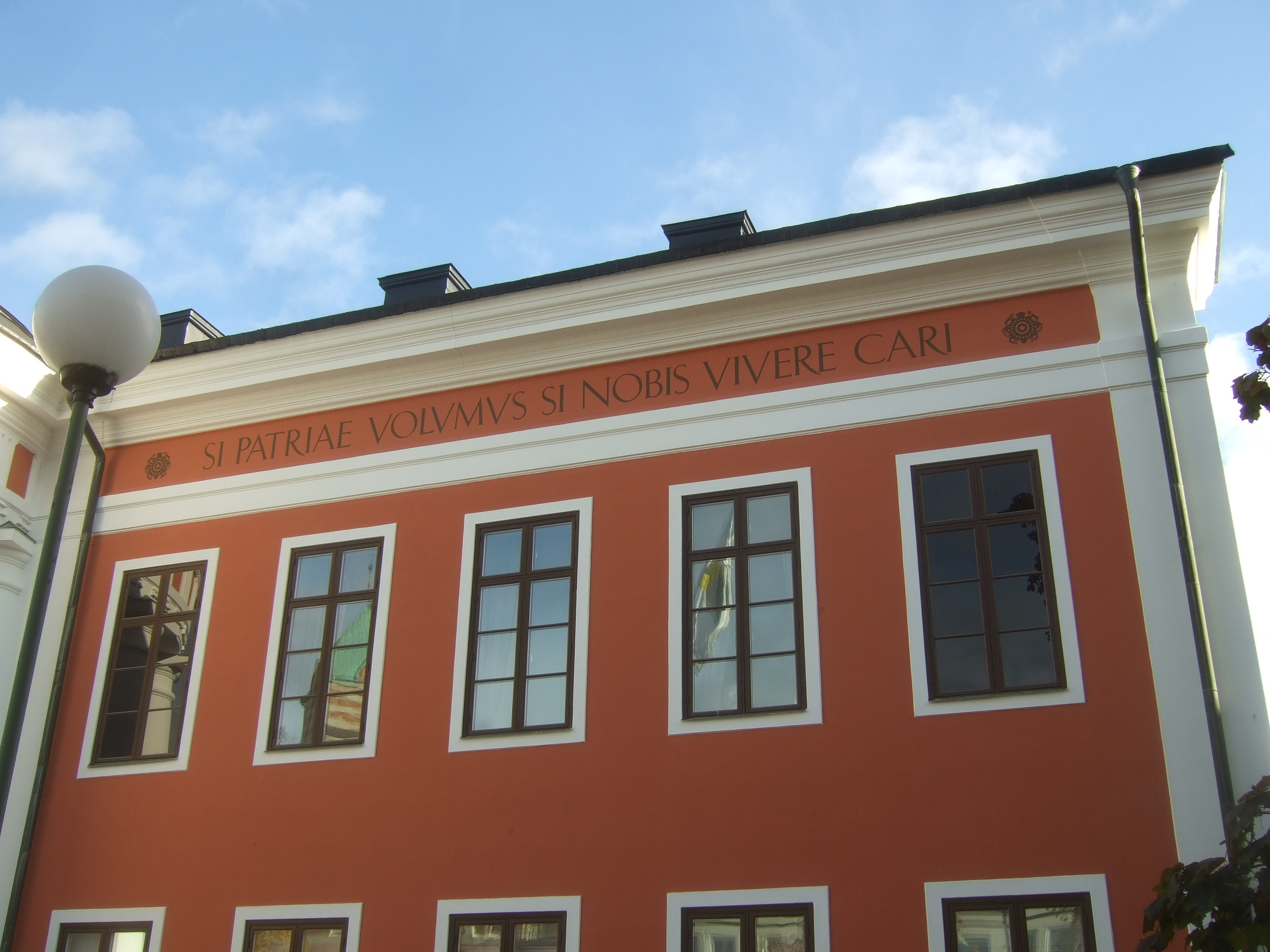
Fasad med latinsk text
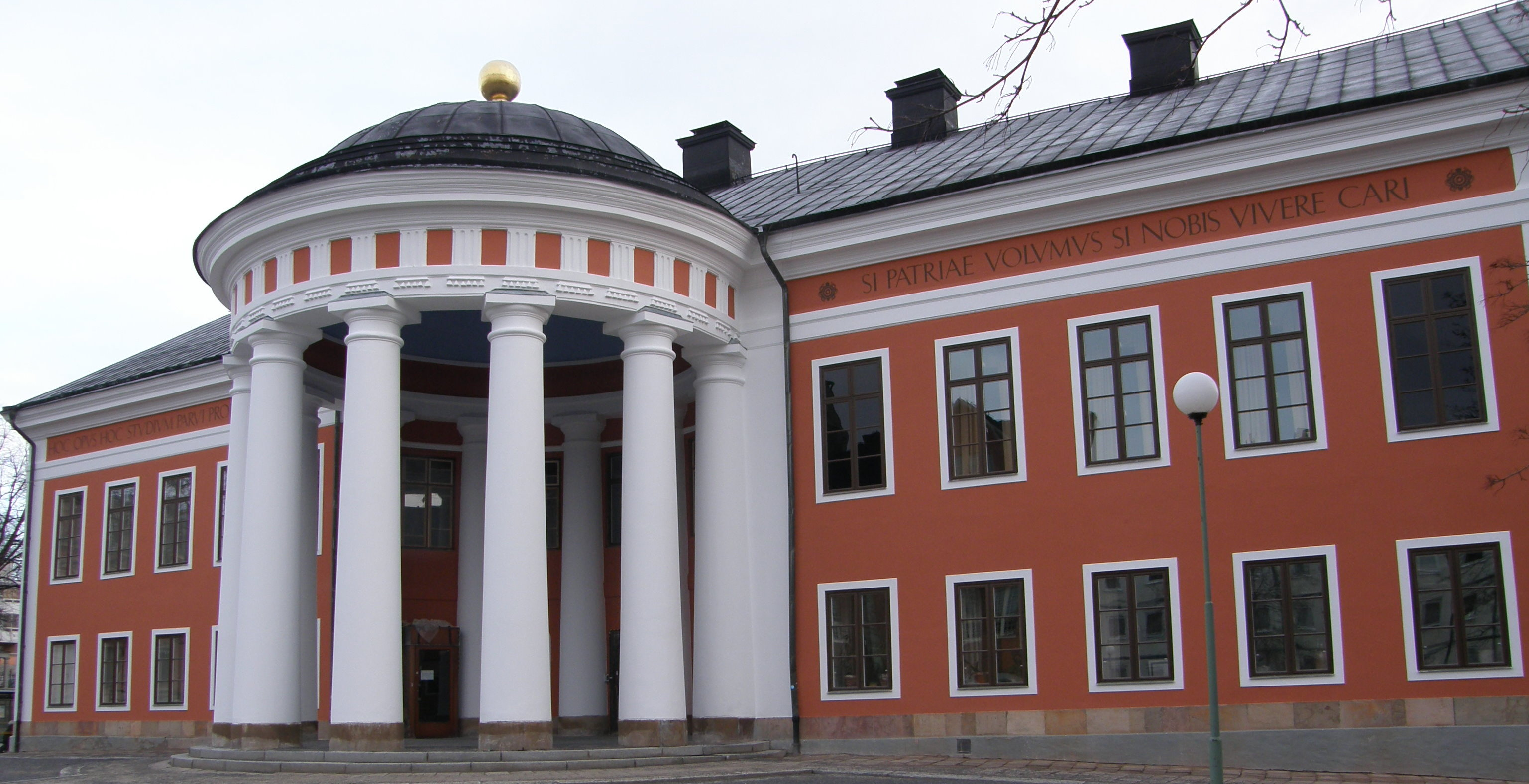
Härnösands rådhus 2008